# Gieterij Ubbink
Gieterij Ubbink is een ijzergieterij te Doesburg die opgericht is in 1893 en die sinds 1970 actief is onder de naam: Gieterij Doesburg.

## Geschiedenis

### Beginjaren
In 1891 diende Alexander Schaepman, zoon van een ijzerfabrikant te Zwolle en eigenaar van de firma Schaepman & Helmich, een aanvraag voor de oprichting van ijzergieterij te Doesburg aan die werd afgewezen, vanwege bezwaren van een naastgelegen boterfabriek. Twee jaar later werd alsnog vergunning verleend voor vestiging op een andere locatie ter plaatse. Als krachtbron diende een stoommachine. In 1896 vertrok de familie Schaepman uit Doesburg en bood het bedrijf te koop aan. Barend Ubbink, een plaatselijke handelaar in kruideniers- en ijzerwaren, huurde de fabriek en kocht deze in 1898. Er werkten toen 37 arbeiders. Men vervaardigde producten als dakramen, kookpannen en luchtroosters. Ook maakte men remblokken voor de Spoorwegen. Verdere producten waren zinkputten, afvoerpijpen, dakgoten en dergelijke. In 1905 kwam er een eigen elektriciteitscentrale: een generator aangedreven door een stoommachine.
In 1929 werd het bedrijf omgezet in een commanditaire vennootschap onder de naam: Doesburgsche IJzer- en Metaalgieterij B. Ubbink & Co.. In 1939 werd deze CV in een NV omgezet, de IJzer-, Metaal- en Tempergieterij voorheen B. Ubbink & Co.. Eerder, in 1933, was de Deventer kachelfabriek DAVO overgenomen. Deze belangrijke afnemer van Ubbink dreigde namelijk failliet te gaan. In 1934 werd de productie van temperijzer opgevat, geschikt voor de productie van dunwandig en licht vervormbaar gietwerk zoals fittingen waarmee men nieuwe markten kon ontsluiten. Met name de lugs voor fietsframes bleken een belangrijk nieuw product. Tijdens de Tweede Wereldoorlog werd het bedrijf als Kriegswichtig aangemerkt en werd onder meer voor investeringen een beroep op de kapitaalmarkt gedaan. Ondertussen trachtte men echter zo veel mogelijk inferieure kwaliteit aan de bezetter te leveren, zoals onderdelen voor automotoren bestemd voor het oostfront, die het bij enkele graden vorst reeds zouden begeven.

### Modernisering
De wederopbouwperiode ging men zich steeds meer toeleggen op producten van temperijzer en nodulair gietijzer. Aldus werd in 1947, samen met de Amerikaanse Crane Company, het bedrijf Nefit opgezet. Tot 1959 heeft Ubbink een belang in dit bedrijf gehouden. In 1959 legde men contact met Volkswagen, waarvoor men remtrommels ging produceren. In 1947 ging men nodulair gietijzer produceren, maar de kennis was nog onvoldoende en potentiële klanten waren nog afhoudend ten aanzien van dit nieuwe materiaal. In 1956 werd de productie van dit materiaal stilgelegd, om in 1966 weer te worden opgenomen op een meer geavanceerd niveau. Om in de markt van reserveonderdelen te voorzien, werd echter ook het temperijzer nog gedurende langere tijd geproduceerd. Aldus ontstond een zeer moderne gieterij. Van de fabricage van onderdelen voor kachels werd overgeschakeld op ketelleden voor cv-ketels. Daarnaast werden tal van ingewikkelde gietstukken uit hoogwaardige materialen vervaardigd. De simpele producten, zoals dakramen, werden sinds 1950 gegoten in een kleine gieterij die werd opgericht te Winterswijk. Aangezien de eenvoudige gieterijproducten voor een belangrijk deel ook in kunststof konden worden vervaardigd, werd hiertoe Ubbink Plastics te Doesburg opgestart. Dit bedrijf kwam los van de gieterijen te staan. 

### Gieterij Doesburg
In 1959 werd de houdstermaatschappij Ubbink-DAVO nv opgericht, waarbij de gieterijen te Doesburg en Winterswijk ondergebracht werden in de aparte nv Gieterij Ubbink. Deze kreeg in 1960 een krediet van het rijk van een half miljoen voor de ontwikkeling van perlitisch temperijzer. De houdstermaatschappij ging in 1966 failliet, waarbij DAVO werd opgeheven, de gieterijen te Doesburg en Winterswijk gingen gezamenlijk afzonderlijk verder, na eerst een ontslag van 95 van de ruim 500 werknemers. In 1969 werd de gieterij door een driemanschap overgenomen, met een miljoenkrediet van de Nationale investeringsbank. Ze mocht de naam Ubbink niet meer voeren en ging in 1970 Gieterij Doesburg heten. In 1970 volgde overname van de gieterij van W. ten Cate te Neede. De activiteiten in Winterswijk werden hierheen overgeplaatst, de vestiging Neede werd gemoderniseerd. Ze ging gietstukken van hoge kwaliteit in enkelstuksproductie of in kleine aantallen leveren.Het was en bleef een belangrijke toeleverancier voor de automobielindustrie, waaronder voor de Wartburg. Problemen ontstonden tijdens de jaren 80 van de 20e eeuw, toen de Nederlandse gieterijbranche werd gesaneerd en de gieterij in handen van Wolters-Schaberg kwam. Dit alles leidde tot onrust, maar uiteindelijk bleef het bedrijf voortbestaan en men investeerde weer in de toekomst. Sinds 2000 maakt Gieterij Doesburg deel uit van het Duitse Centrotec, een groep internationale bedrijven gespecialiseerd in energie-efficiënte technologie voor gebouwen. Anno 2024 vervaardigt men vooral gecompliceerd gietwerk en is aldus toeleverancier voor diverse industrieën.

## Externe bron
- GB Janssen, Hans de Beukelaer, Ubbink een ijzersterke basis: 1896-1996 ISBN 9789070017132
- Giel van Hooff (red.), IJzergieterijen langs de Oude IJssel, Stichting Gelders Erfgoed, 2007, ISBN 978 90 5345 329 2